# Bathymophila valentia
Bathymophila valentia är en snäckart som beskrevs av B.A. Marshall 1999. Bathymophila valentia ingår i släktet Bathymophila och familjen pärlemorsnäckor. Inga underarter finns listade i Catalogue of Life.